# Вија дел’Индустрија (Удине)
Вија дел’Индустрија је насеље у Италији у округу Удине, региону Фурланија-Јулијска крајина.
Према процени из 2011. у насељу је живело 4 становника. Насеље се налази на надморској висини од 20 м.